# Жандарм у Нью-Йорку
«Жандарм у Нью-Йорку» (фр. Le Gendarme à New York) — другий фільм із серії про пригоди дотепного жандарма із Сен-Тропе Крюшо у виконанні Луї де Фюнеса.

## Сюжет
Чергова історія з життя веселих жандармів із Сан-Тропе. Цього разу дружна бригада жандармів-суперпрофесіоналів відбуває до Нью-Йорка для участі в міжнародному конгресі полісменів. Однак далека дорога лякає хороброго мосьє Крюшо, адже він ніколи не бачив хмарочосів і до того ж ні слова не розуміє англійською… А на пароплаві, що відпливає до Нью-Йорка, на Крюшо чекає головний сюрприз — сюди потайки проникла його дочка, що мріє знайти в Нью-Йорку принца своєї мрії. Кар'єра мосьє Крюшо під загрозою….

## У ролях
- Луї де Фюнес
- Мішель Галабрю
- Крістіан Марен
- Гі Гроссо
- Мішель Модо
- Алан Скотт
- Жан Лефевр
- Женев'єва Град
- Марино Масе
- Маріо Пізу